# Брюгген, Йохем ван
Йохем ван Брюгген (нидерл. и африк. Jochem van Bruggen; 29 сентября 1881 — 22 февраля 1957) — южноафриканский писатель-прозаик, первый лауреат Премии Херцога за прозаическое произведение, получивший её в 1917 году.

## Биография
Родился в городке Гройде, Зеландия, Нидерланды, в 1892 году переехал с родителями в Столовую Бухту в Южной Африке. В 1895 году поступил на обучение в школу в Йоханнесбурге, затем учился в государственной гимназии в Претории, оставаясь в этом городе до начала Англо-бурской войны, с началом которой уехал обратно в Йоханнесбург. Вся его семья вернулась в Нидерланды, но он принял решение остаться в Южной Африке и в Йоханнесбурге работал клерком, затем в прачечной. После окончания войны обосновался на ферме около Магалисберга, занялся сельским хозяйством и полтора года преподавал в местной школе. В 1905 году женился и вместе с шурином попытался начать дело по производству табака, но не добился успеха.
Ещё во время обучения в гимназии он начал изучать английский язык и литературу. В 1912 году написал первые стихи, но ни один издатель не стал их публиковать. В 1914 году начал писать прозу, и в 1915 году его рассказ выиграл второе место на литературном конкурсе, организованном журналом Die Brandwag. В 1917 году получил Премию Херцога за рассказ Teleurgestel от Южноафриканской академии словесности и искусств. Впоследствии выиграл эту премию ещё трижды: в 1925, 1933 и 1937 годах.
Основное произведение — трилогия из жизни белого бедняка Ампи (1924—1942), определяемая в советской африканистике, как первое достижение критического реализма в литературе на африкаанс.